# Mike Hill (montatore)
Mike Hill (Omaha, 24 marzo 1949 – Omaha, 5 gennaio 2023) è stato un montatore statunitense.
Vincitore dell'Oscar per il miglior montaggio nel 1996 per Apollo 13, è uno dei più fedeli collaboratori del regista Ron Howard, con cui collabora fin dal 1982 (Night Shift - Turno di notte) assieme all'altro montatore Daniel P. Hanley, co-vincitore dell'Oscar.
Hill ed Hanley sono stati candidati all'Oscar anche nel 2002 (A Beautiful Mind), 2006 (Cinderella Man) e 2009 (Frost/Nixon - Il duello): per quest'ultimo film, entrambi hanno vinto anche il Las Vegas Film Critics Society Award per il miglior montaggio nel 2008.

## Filmografia parziale
- Night Shift - Turno di notte (1982)
- Splash - Una sirena a Manhattan (Splash) (1984)
- Cocoon, l'energia dell'universo (Cocoon) (1985)
- Gung Ho - Arrivano i giapponesi (Gung Ho) (1986)
- Willow (Willow) (1988)
- Parenti, amici e tanti guai (Parenthood) (1989)
- Fuoco assassino (Backdraft) (1991)
- Cuori ribelli (Far and Away) (1992)
- Cronisti d'assalto (The Paper) (1994)
- Apollo 13 (Apollo 13) (1995)
- Ransom - Il riscatto (Ransom) (1996)
- EdTV (EDtv) (1999)
- Il Grinch (How the Grinch Stole Christmas) (2000)
- A Beautiful Mind (A Beautiful Mind) (2001)
- The Missing (The Missing) (2003)
- Cinderella Man - Una ragione per lottare (Cinderella Man) (2005)
- Il codice da Vinci (The Da Vinci Code) (2006)
- Frost/Nixon - Il duello (Frost/Nixon) (2008)
- Angeli e demoni (Angels & Demons) (2009)
- Rush, regia di Ron Howard (2013)
- Heart of the Sea - Le origini di Moby Dick (In the Heart of the Sea), regia di Ron Howard (2015)